# باغ‌حصار
باغ‌حصار، روستایی است از توابع بخش مرکزی در شهرستان دشتستان استان بوشهر ایران.

## جمعیت
این روستا در دهستان حومه دشتستان قرار داشته و براساس سرشماری سال ۱۳۸۵ جمعیت آن ۲۱نفر (۵خانوار) می‌باشد.